# Gaius Carrinas
Gaius Carrinas (* um 80 v. Chr.) war ein römischer Feldherr und Suffektkonsul im Jahr 43 v. Chr.

## Leben
Gaius Carrinas war der Sohn des gleichnamigen Prätors im Jahr 82 v. Chr. Er war vermutlich im Jahr 46 v. Chr., während der Herrschaft Gaius Iulius Caesars, selbst Prätor, nachdem er acht Jahre zuvor von Quintus Caecilius Metellus Nepos zum Erben eingesetzt worden war. Im Jahre 45 v. Chr. wurde er nach der Schlacht von Munda in die Provinz Hispania ulterior gesandt, wo Sextus Pompeius die Reste der von Caesar besiegten Republikaner gesammelt hatte, gegen die Carrinas jedoch nicht viel ausrichten konnte, so dass Caesar ihn von Gaius Asinius Pollio ablösen ließ. Es ist unklar, ob Carrinas als Proprätor oder als Legat tätig war.
Nach Abschluss des Triumvirates von Octavian (dem späteren Augustus), Marcus Antonius und Marcus Aemilius Lepidus wurde Carrinas im Jahre 43 v. Chr. zusammen mit Publius Ventidius Bassus Suffektkonsul für die Monate November und Dezember. Im Jahre 41 war er, vermutlich als Statthalter von Hispania ulterior, im Auftrag Octavians wieder im heutigen Spanien tätig und verteidigte die Provinz gegen einen Angriff des von Lucius Antonius aufgehetzten Königs Bogud von Mauretanien.
Im Krieg gegen Sextus Pompeius besetzte Carrinas 36 v. Chr. mit drei Legionen Lipara. Später unterwarf er als Prokonsul Galliens die aufständischen Moriner und trieb die Sueben über den Rhein zurück. Dafür bewilligte man ihm einen Triumph, den er am 14. Juli 28 v. Chr. feierte. Sein Todesdatum ist nicht überliefert.